# نهائي كأس إسكتلندا 2008
نهائي كأس اسكتلندا 2008 هي المباراة النهائية من منافسة كأس اسكتلندا 2007–08، أقيمت المباراة في 24 مايو 2008، في هامبدن بارك، بين فريقي كوين أوف ساوث، ونادي رينجرز، وفاز فيها نادي رينجرز، بعد أن هزم كوين أوف ساوث، بنتيجة 2 - 3، وكان حكم المباراة Stuart Dougal ‏، وحضر المباراة 48821 شخصاً.

## تفاصيل المباراة
لعبت المباراة النهائية في 24 مايو 2008.
| كوين أوف ساوث | 2 -3 | نادي رينجرز |
| ------------- | ---- | ----------- |
|               |      |             |